# 布德基夫卡河

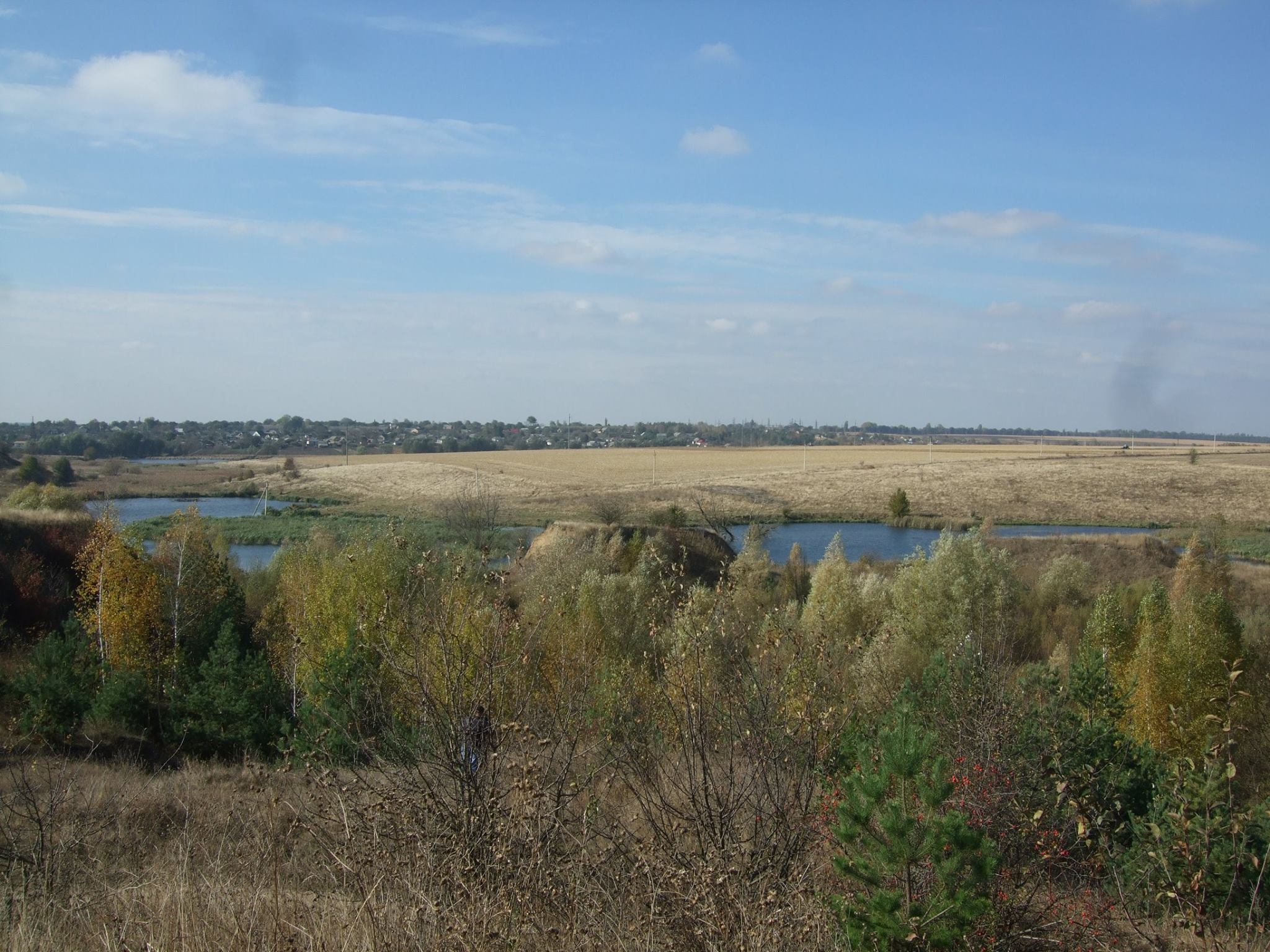

布德基夫卡河（烏克蘭語：Будківка），是烏克蘭西南部的河流，屬於索布河的左支流。該河流經文尼察州的文尼察區，河道全長15公里，流域面積115平方公里。